# Principauté souveraine de Bidache
La principauté souveraine de Bidache (ou souveraineté de Bidache) était un petit territoire à la limite de la France et de la Navarre qui, aux XVIIe et XVIIIe siècles, avait de fait acquis un statut de principauté pratiquement indépendante.

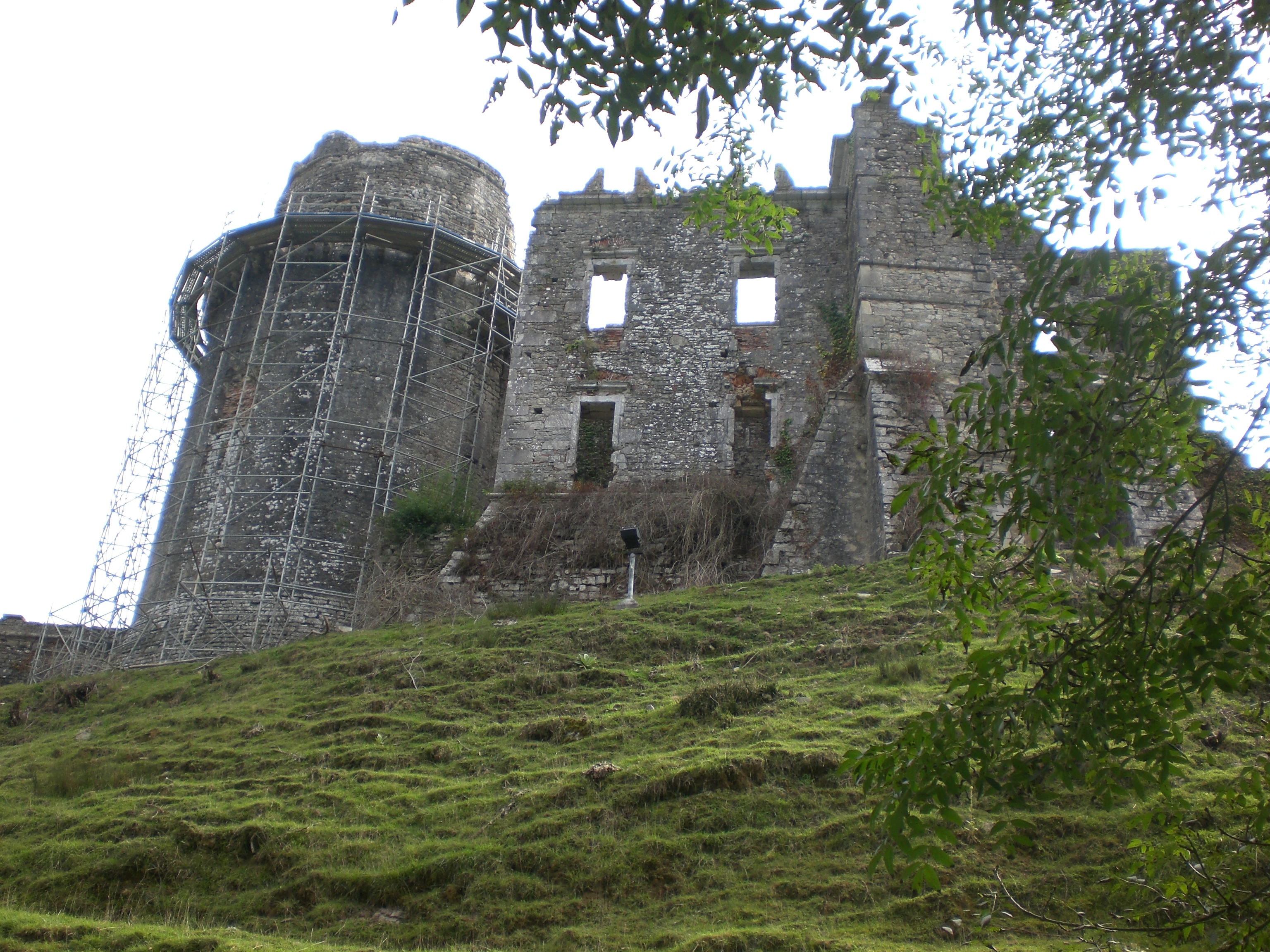
Château de Bidache

## Les limites de la souveraineté
La souveraineté de Bidache ne s'étendait que sur les terres de la paroisse même de Bidache, petit village des actuelles Pyrénées-Atlantiques au bord de la Bidouze, à une trentaine de kilomètres à l'est de Bayonne.
Elle ne doit pas être confondue avec le duché de Gramont, formé d'autres terres sous la juridiction de la famille de Gramont mais où s'exerçait la souveraineté du roi de France et de Navarre.

## Chronologie de la souveraineté

### Le Moyen Âge: Bidache en Navarre
Lors de la période d'extension du royaume de Navarre vers le nord au XIIIe siècle, avec annexion du pays de Mixe, Bidache entre sous souveraineté du roi de Navarre, d'abord de façon un peu ambiguë —le 22 septembre 1329, lorsque Arnaud-Guillaume III seigneur de Gramont prête pour la première fois un hommage au roi de Navarre pour son château de Bidache, il est stipulé que « si le château ne se trouvait pas en Navarre, ou que quelqu'un y mît opposition, le pacte serait nul à son égard, mais valable pour celui de Gramont »— puis sans doute possible : les hommages réitérés en 1385, 1409, 1429 ou 1434 par les seigneurs de Gramont ultérieurs ne comportent plus de clause restrictive.
Au-delà de cette dernière date de 1434, plus trace d'hommage pour Bidache au roi de Navarre. La situation de la paroisse demeure donc plus d'un siècle dans un flou entretenu par les Gramont.

### L'établissement de la souveraineté
La date à retenir dans l'histoire de l'établissement d'une souveraineté à Bidache, c'est 1570 et plus particulièrement le 21 octobre. Ce jour, Antoine Ier de Gramont, qui intervient en sa qualité de maire de Bayonne devant le corps de ville y énonce que Bidache est « tenu par lui en souveraineté, sauf toutefois que le Roi et la Reine de Navarre, de puissance absolue, en puissent autrement disposer à cause de leur grandeur ». Assortie d'une prudente restriction, c'est la première affirmation publique par les ducs de Gramont d'une souveraineté sur leur terre de Bidache.
On connaît toutefois un acte plus ancien, mais privé, où Antoine Ier revendique cette « souveraineté », à savoir un legs testamentaire de 1566 où il cède à son épouse l'« usufruit de la souveraineté » sur Bidache.
Dès la fin de 1570, les actes affirmant des droits souverains s'accumulent rapidement. Le 13 novembre de cette même année, Antoine Ier signe à Bidache une ordonnance portant règlement de justice comme seigneur souverain ; le 6 avril 1575 il fait publier une coutume spécifique pour cette terre.
Plus audacieux encore, Antoine II utilise la formule de majesté « car tel est notre bon plaisir » en clôture d'une ordonnance promulguée le 22 septembre 1596. À partir de cette date, il se qualifie de « souverain » dans ses actes, par exemple son contrat de mariage.
Enfin, le document sans doute le plus probant dans le sens de la souveraineté de Bidache, ce sont les lettres patentes par lesquelles le Béarnais Henri IV de France —qui est en même temps le roi Henri III de Navarre— accorde aux habitants de Bidache les mêmes franchises que celles qu'il accorde ailleurs dans ses royaumes de France et de Navarre (ce qui est déjà reconnaître implicitement que Bidache n'en fait pas partie). Dans ce document en effet, le Roi de France et de Navarre qualifie Antoine de Gramont de « souverain de la terre de Bidache ».

### Les péripéties de 1610: l'affaire Louise de Roquelaure
De retour de la chasse, le comte Antoine II de Gramont trouve sa femme Louise de Roquelaure dans les bras de son écuyer, Marsilien. Pris de colère, le mari trompé occit l'amant, tandis que l'épouse volage s'enfuit.
Là où le fait divers rencontre la question de la souveraineté de Bidache, c'est qu'il va donner lieu à des contestations et des actes juridiques qui ont une portée sur le statut de la petite principauté.
En premier lieu, Antoine II, assez curieusement, assigne son épouse devant le parlement de Bordeaux —ce qui semble être de sa part reconnaissance d'une souveraineté française sur Bidache. Le baron de Roquelaure a le temps d'y répondre au nom de sa fille, mais le nouveau Roi de France, le jeune Louis XIII (c'est-à-dire ses conseillers, l'enfant n'a que huit ans) envoie une lettre aux protagonistes pour les sommer « de cacher plutôt ces affaires et offenses domestiques que de les mettre en évidence à des personnes qui, sans ces poursuites et procédures, n'en eussent jamais ouï parler ». Voyant l'affaire mal engagée à Bordeaux, Antoine la soumet alors à sa justice de Bidache, qui condamne la comtesse à la peine capitale. Très mécontent de la tournure que prend l'affaire, le pouvoir royal français envoie un émissaire à Bidache, chargé d'exiger communication de l'arrêt rendu par la cour de la petite ville ainsi que de l'ensemble des pièces de la procédure. Là très nettement, Antoine II fait acte de souveraineté puisqu'il lui interdit dans un premier temps l'entrée sur son territoire, et ne l'autorise finalement qu'après que le représentant du Roi a accepté de signer une déclaration selon laquelle il entre à Bidache « non en qualité de personne publique (...) ains comme personne privée ».
L'arrêt ne sera pas exécuté : la comtesse décède le 9 novembre 1610 dans des conditions particulièrement peu claires, « empoisonnée » selon Pierre de l'Estoile, « tombée dans un puits profond » du fait de l'écroulement du plancher pourri de la chambre où elle avait été assignée à résidence selon Tallemant des Réaux.
La procédure n'en suit pas moins son cours. Le Conseil du Roi se saisit de l'arrêt de la cour de Bidache —ce serait donc qu'elle n'est pas souveraine— et le casse, tandis que des lettres d'abolition (c'est-à-dire de pardon) du Roi gracient le comte et « tous autres » pour leur rôle dans cette triste affaire. Antoine II s'empresse de faire enregistrer ces lettres devant le parlement de Bordeaux, semblant une nouvelle fois reconnaître la souveraineté du Roi de France pour une affaire concernant Bidache.

### De 1611 à la Révolution française
Raymond Ritter relève dans cette période deux nouvelles péripéties susceptibles de nous éclairer sur le statut exact de Bidache.
La première est une plainte adressée au cardinal de Richelieu le 24 octobre 1631 par un président en disponibilité du parlement de Navarre. Il s'y plaint que Bidache soit devenu un « asile de brigands » et qu'on y « judaïse » et suggère l'envoi d'un commissaire dans la ville pour obtenir l'application de l'arrêt de 1611 qui, dans sa lecture, a déchu les comtes de Gramont de leur souveraineté. La plainte ne sera pas suivie d'effet, elle est intéressante puisqu'elle nous montre comment un contemporain peut interpréter les péripéties du début du siècle, et aussi bien sûr pour le tableau qu'elle nous rappelle une des incidences les plus concrètes de cette souveraineté, l'existence d'un droit d'asile au profit de ceux qui veulent fuir les royaumes de France et Navarre, et notamment deux catégories qui peuvent avoir de bonnes raisons de le faire : les malfaiteurs et les Juifs.
La seconde se produit en 1710. Le 9 mai de cette année, instruisant une affaire qui concerne Bidache, le procureur général près le parlement de Navarre conclut à la compétence de celui-ci. L'arrêt rendu accorde du poids à ces conclusions puisque, sans les faire expressément siennes, il ouvre une enquête et prescrit au juge de Bidache de comparaître devant le parlement pour « répondre aux conclusions de Monsieur le procureur général qui a prétendu que la seigneurie de Bidache est située en Navarre et qu'il peut y avoir appel de ce qui est décidé et réglé par les juges de cette seigneurie, et que les appellations doivent être portées devant le parlement de Navarre. ». Les Gramont prennent l'affaire très au sérieux, et entreprennent immédiatement une procédure contre cet arrêt qui discute leurs prétentions à la souveraineté. Des mémoires s'échangent ; l'affaire est finalement portée devant le Conseil de Régence. Elle se termine de manière bien singulière, puisque les historiens qui l'étudient au XXe siècle ne trouvent aucune trace d'un arrêt du conseil réglant ce litige. Raymond Ritter en fournit une explication plausible : selon lui, c'est bien qu'aucun arrêt n'a été rendu ; solution juridiquement hérétique, mais qui est une façon habile de reconnaître les droits souverains du duc de Gramont sans prendre le risque d'un précédent jurisprudentiel dangereux.

### La fin de la souveraineté
L'année 1789 se passe sans que les habitants de Bidache, ni leur duc, réagissent aux effets potentiels pour leur souveraineté des réformes envisagées par l'Assemblée constituante.
Le 4 janvier 1790, Bidache, qui n'a pas été représenté aux États généraux, charge un notable, l'avocat Louis Perret, « d'aller à Paris voir le duc de Gramont pour savoir si la souveraineté de Bidache doit rester dans l'état, et voir l'Assemblée Nationale, dans le cas où la souveraineté n'existant plus, Bidache ferait partie d'un des départements récemment formés ». C'était s'y prendre bien tard, les travaux du comité chargé du nouveau découpage administratif de la France sont déjà bien avancés, et il ne semble pas que la souveraineté de Bidache leur ait posé un problème. 
Le 4 mars 1790, le département des Basses-Pyrénées est officiellement constitué. 
Le 3 avril, Antoine VII de Gramont répond à la communauté des notables en rappelant l'exemption d'impôts et charges dont la souveraineté les faisait bénéficier et le soin qu'il avait pris, comme ses prédécesseurs, de ne pas abuser de sa puissance souveraine, et en leur indiquant qu'il se retranchait derrière leur volonté en matière constitutionnelle.
L'avocat Perret manifeste le souhait du bourg d'être rattaché à la souveraineté du royaume de France. 
En contrepartie des deux principaux attributs de sa souveraineté : droit de législation en matière civile et criminelle avec justice rendue en dernier ressort ; droit d'asile aux huguenots, aux officiers catholiques et aux malfaiteurs, Perret fait valoir que Bidache servait d'asile à ces malfaiteurs, de relai pour le trafic du tabac, supportant une taille élevée et un impôt sur la vente du vin.
Sans qu'elle ait eu le temps de se prononcer sur son souhait de rester ou non une entité souveraine, la petite ville apprend le 16 avril son rattachement à la France en écoutant la lecture des lettres patentes du Roi au sujet de la division du Royaume en départements, et le décret précisant le découpage : Bidache a été annexé aux Basses-Pyrénées et y constitue un chef-lieu de canton, réuni au district labourdin d'Ustaritz. 
La souveraineté est définitivement éteinte.

## Bidache, un pays indépendant? Lectures rétrospectives
La question de la souveraineté de Bidache réapparaît à la fin du XIXe siècle, cette fois comme objet d'intérêt historique. L'Histoire et généalogie de la maison de Gramont publiée en 1874 par Agénor de Gramont, monument à la gloire de la famille de Gramont, veut faire de Bidache un véritable État, qui aurait été souverain depuis les alentours de l'an mille. Face à lui, le polémiste Jean-François Bladé rebondit sur le thème pour au contraire se moquer des prétentions des Gramont et nier toute souveraineté à cette famille. Au siècle suivant, Raymond Ritter les renverra dos à dos en critiquant la faible valeur scientifique de leurs travaux, qu'on ne prendra donc pas trop au sérieux.
Armand Brette, dans son étude sur Les Limites et les Divisions Territoriales de la France en 1789 publiée en 1907 évoque d'ailleurs avec amusement ces polémiques et pour sa part conclut à la réalité de la souveraineté de Bidache : il souligne en effet que bénéficier d'une justice en dernier ressort est précisément un signe de souveraineté sans équivoque, voire la définition même de la souveraineté.
Les travaux historiques se font beaucoup plus précis, avec la succession des recherches des deux spécialistes de la maison de Gramont, Jean de Jaurgain puis Raymond Ritter. L'ouvrage signé par les deux auteurs, complété par le second après le décès du premier et publié en 1968, contient un appendice détaillé relatif à cette question juridique, et qui a pu profiter d'une thèse de droit spécialement consacrée à la question par Jean Labrit en 1939. Raymond Ritter conclut lui aussi très nettement à l'existence d'un véritable pouvoir souverain sur Bidache, étant bien entendu que les versions prétendant le faire remonter au Moyen Âge ne sont qu'affabulations.
Enfin plus récemment encore, en 1984, dans le panorama historique du canton de Bidache qu'il publie alors, Jean Robert est lui assez critique sur la thèse de la souveraineté —il souligne par exemple que l'Annuaire de la noblesse de France de 1845 ne recense pas moins de 33 fiefs français qui ont prétendu à un moment ou à un autre être « souveraineté » ou « principauté ». C'est aussi que l'auteur s'intéresse plus à l'espace vécu qu'à l'espace institutionnel, et son ouvrage est précieux pour saisir les conséquences réelles sur la vie quotidienne à Bidache du statut très particulier de la ville et notamment sa situation de havre où peuvent trouver asile, selon les conjonctures politiques, huguenots, catholiques ou juifs, mais aussi l'attractivité du territoire pour les malandrins de toute espèce.